# Григор Хаджисерафимов
Хаджи Григор Хаджисерафимов (изписване до 1945 година: Григоръ хаджи Серафимовъ) е български общественик от Македония.

## Биография
Григор Хаджисерафимов е роден в 1845 година в град Тетово, тогава в Османската империя. Негов баща е известният тетовски деец в борбата за независима българска църква и в училищното дело хаджи Серафим Хаджинаумов. В 1858 година Григор Хаджисерафимов учи в българското училище в родния си град, където след това дълги години е черковно-училищен настоятел. В 1917 година подписва Мемоара на българи от Македония от 27 декември 1917 година.